# 聖里塔公園 (加利福尼亞州)
聖里塔公園（英語：Santa Rita Park）是位於美國加利福尼亞州默塞德縣的一個非建制地區。該地的面積和人口皆未知。

## 地理
聖里塔公園的座標為37°02′51″N 120°35′43″W / 37.04750°N 120.59528°W，而該地的平均海拔高度為36米（即118英尺）。